# Hell on Stage
A Hell on Stage az amerikai Manowar heavy metal együttes 1999-ben megjelent második koncertlemeze. A felvételek a "Hell on Stage" világturnén készültek 1998-ban. A kiadvány dupla CD-n jelent meg.

## Számlista

### CD 1
1. "Metal Daze" (Battle Hymns)
2. "Dark Avenger" (Battle Hymns)
3. "March for Revenge (By the Soldiers of Death)" (Into Glory Ride)
4. "Hatred" (Into Glory Ride)
5. "Gates of Valhalla" (Into Glory Ride)
6. "Bridge of Death" (Hail to England)
7. "William's Tale" (Battle Hymns)
8. "Guyana (Cult of the Damned)" (Sign of the Hammer)

### CD 2
1. "The Warrior's Prayer" (Kings of Metal)
2. "Blood of the Kings" (Kings of Metal)
3. "Sting of the Bumblebee" (Kings of Metal)
4. "Heart of Steel" (Kings of Metal)
5. "Master of the Wind" (The Triumph of Steel)
6. "Outlaw" (Louder Than Hell)
7. "The Power" (Louder Than Hell)
8. "The Crown and the Ring" (Kings of Metal)

## Zenészek
- Eric Adams – ének
- Karl Logan – gitár
- Joey DeMaio – basszusgitár, billentyűs hangszerek
- Scott Columbus – dob